# Estación José Hernández (Roca)
José Hernández es una estación ferroviaria ubicada en la localidad homónima, en el Partido de La Plata, Provincia de Buenos Aires, Argentina.

## Servicios
No presenta tráfico actualmente, ni de cargas ni de pasajeros. La traza presenta múltiples obstrucciones (por ejemplo a la altura del cruce con el Camino General Belgrano) y se encuentra abandonada en su totalidad.

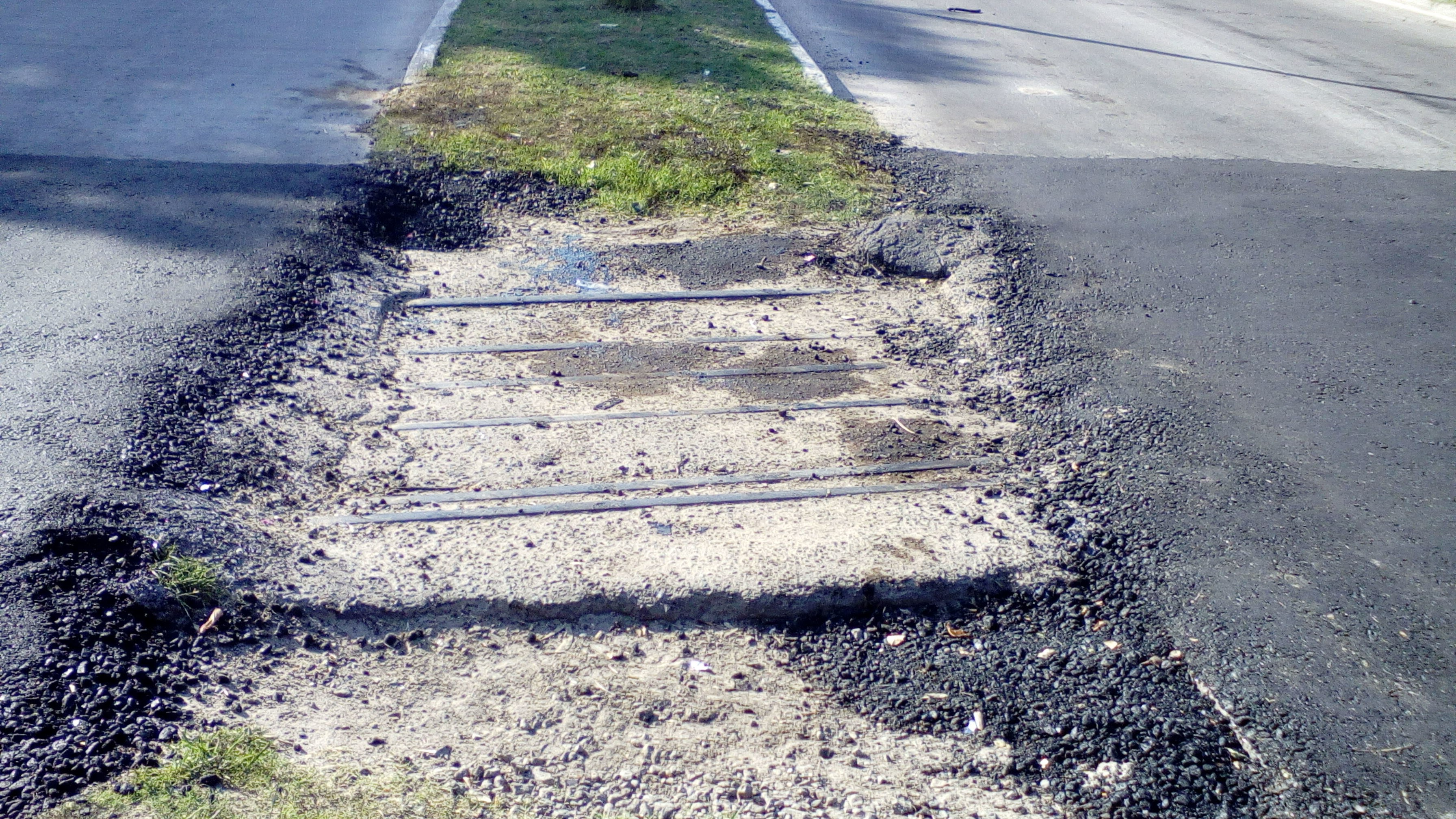
Las vías del ramal están prácticamente cubiertas por el asfalto.

## Ubicación
Es la primera estación del ramal a Coronel Brandsen que nace en la estación Ringuelet. Sus coordenadas geográficas son 34°54′25″S 58°01′07″O / -34.90694, -58.01861. El ramal fue iniciado en 1883 por el Ferrocarril Oeste de Buenos Aires, propiedad de la Provincia de Buenos Aires, y vendido en 1890 al Ferrocarril Buenos Aires al Puerto de la Ensenada. Este último fue a su vez adquirido en 1898 por el Ferrocarril del Sud, de capitales británicos. Al nacionalizarse los ferrocarriles y reorganizarse el sistema en 1948, pasó a ser parte del Ferrocarril General Roca.